# Catherine: Full Body
Catherine: Full Body es un videojuego de plataformas y puzles desarrollado por Studio Zero y publicado por Atlus, para las consolas PlayStation 4, PlayStation Vita y Nintendo Switch. Es una versión extendida del videojuego Catherine lanzado en 2011 en PlayStation 3 y Xbox 360. Entre las novedades que presenta este juego se encuentran la inclusión de un nuevo personaje femenino llamado Rin, tramas adicionales y nuevos desenlaces para Catherine y Katherine, las protagonistas principales de la primera entrega, nuevas mecánicas para los rompecabezas, nuevas escenas animadas y más niveles de dificultad. El videojuego salió a la venta en primer lugar en PlayStation 4 y Vita el 14 de febrero de 2019 en Japón, y el 3 de septiembre del mismo año a nivel internacional. Fue lanzado en la consola Nintendo Switch el 7 de julio de 2020.

## Desarrollo
El videojuego fue anunciado por la revista Famitsu el 19 de diciembre de 2017. Fue desarrollado por Studio Zero y cuenta con la dirección de Katsura Hashino, quien repite el cargo desempeñado en el videojuego original. Atlus informó durante la etapa de desarrollo que el juego tendría nuevas opciones de configuración para que los usuarios puedan realizar ajustes y disfrutar de la dificultad y el estilo de juego que deseen. Además, Catherine: Full Body dispone de funcionalidades en línea competitivas y guardado de partida cruzado entre PS4 y PS Vita.